# 安迪·杰马机场
安迪·杰马机场IATA代码：；ICAO代码：，是印度尼西亚南苏拉威西省北鲁乌县县治马桑巴的一座机场。

## 航空公司和目的地
| 航空公司         | 目的地                       |
| ---------------- | ---------------------------- |
| 大沙璜马老奇包机 | 帕卢                         |
| 苏西航空         | 帕洛波、望加锡、栋多瓦、沃诺 |
| 航星航空         | 望加锡、马马萨               |

## 事故
- 2015年10月2日，印尼航星航空7503号班机，一架载有10人的双水獭飞机自马桑巴起飞后失联，机上载有7名乘客和3名机组成员，航班目的地望加锡[4]。10月7日失联小客机在恩雷康县的山区被找到，10人全数罹难[5]。

## 资料来源
1. ↑  .   [2022-08-13]. （原始内容存档于2021-03-12）.
2. ↑  .   [2017-06-10]. （原始内容存档于2020-09-06）.
3. ↑  http://www.tiket-penerbangan.com/2012/03/rute-penerbangan-masamba-palu-mulai.html%5B%5D
4. ↑  . 2016-05-19  [2017-11-05]. （原始内容存档于2017-08-17）.
5. ↑  中国新闻网. . 2015-10-07  [2017-07-10]. （原始内容存档于2017-08-08）.